# گنداب، شابران
گنداب (به ترکی آذربایجانی: Gəndov) یک منطقهٔ مسکونی در جمهوری آذربایجان است که در شهرستان شابران واقع شده‌است. گنداب ۲٬۲۹۶ نفر جمعیت دارد.